# Bactériophage MS2
Espèce
Le bactériophage MS2 (encore appelé Enterobacteria phage MS2, ou Emesvirus zinderi) est un virus bactériophage de Escherichia.
Ce virus a une importance historique en génomique car il s'agit du premier séquençage d'un gène en 1972, puis du génome d'un virus à ARN réalisé en 1976 par une équipe gantoise, ce qui a fait l'objet de deux publications dans Nature,.